# Własność skończonych przekrojów
Własność skończonych przekrojów – własność rodzin zbiorów rozważana i używana głównie w topologii i teorii mnogości.

## Definicja formalna
Mówimy, że rodzina zbiorów {\displaystyle {\mathcal {A}}} ma własność skończonych przekrojów jeśli przekrój dowolnej skończonej podrodziny jest niepusty. Innymi słowy, {\displaystyle {\mathcal {A}}} ma własność skończonych przekrojów jeśli dla dowolnych {\displaystyle A_{0},\dots ,A_{n}\in {\mathcal {A}},} {\displaystyle n\in \mathbb {N} ,} mamy, że {\displaystyle A_{0}\cap \ldots \cap A_{n}\neq \emptyset .}
Często zamiast mówić, że {\displaystyle {\mathcal {A}}} ma własność skończonych przekrojów stwierdza się, że {\displaystyle {\mathcal {A}}} ma fip, używając skrótu od ang. finite intersection property.

## Przykłady, własności, zastosowanie
- Następujące rodziny zbiorów mają własność skończonych przekrojów:

(i) {\displaystyle {\mathcal {A}}=\{A_{0},A_{1},A_{2},\dots \}} gdzie {\displaystyle A_{0}\supseteq A_{1}\supseteq A_{2}\supseteq \ldots } są zbiorami niepustymi,
(ii) {\displaystyle {\mathcal {B}}=\{[r,\infty ):r\in \mathbb {R} \},}
(iii) rodzina tych podzbiorów zbioru liczb naturalnych, które mają dopełnienie skończone,
(iv) rodzina tych borelowskich podzbiorów odcinka {\displaystyle [0,1]} które mają miarę Lebesgue’a 1.
- Jeśli {\displaystyle {\mathcal {A}}} jest rodziną podzbiorów zbioru {\displaystyle X} z własnością skończonych przekrojów, to zbiór

{\displaystyle {\mathcal {F}}={\big \{}A\subseteq X:A_{0}\cap \ldots \cap A_{n}\subseteq A} dla pewnych {\displaystyle A_{0},\dots ,A_{n}\in {\mathcal {A}},} {\displaystyle n\in \mathbb {N} \}}
jest filtrem podzbiorów {\displaystyle X.} Ponadto, istnieje filtr maksymalny (ultrafiltr) podzbiorów {\displaystyle X} zawierający {\displaystyle {\mathcal {A}}.} (To ostatnie stwierdzenie wymaga pewnej formy AC).
- Przypuśćmy, że {\displaystyle (X,\tau )} jest przestrzenią topologiczną. Wówczas

(a) {\displaystyle X} jest zwarta wtedy i tylko wtedy, gdy każda rodzina domkniętych podzbiorów {\displaystyle X} która ma własność skończonych przekrojów ma też niepusty przekrój,
(b) {\displaystyle X} jest przeliczalnie zwarta wtedy i tylko wtedy, gdy każda przeliczalna rodzina domkniętych podzbiorów {\displaystyle X} która ma własność skończonych przekrojów ma też niepusty przekrój.